# Är Gud i himlen för mig
Är Gud i himlen för mig (Ist Gott für mich, so trete) är en psalm av Paul Gerhardt från 1653 som översattes av Johan Alfred Eklund 1911. Psalmen har sitt ursprung i Romarbrevets kapitel 8.
Melodin är en tonsättning av Melchior Teschner från 1613 enligt Koralbok för Nya psalmer, 1921, men 1614 eller 1615 enligt andra psalmböcker. 1921 anges också att det är samma som till psalmen Jag lyfter mina händer (1819 nr 33) och därmed fem ytterligare psalmer.
Eklunds text blev fri för publicering vid utgången av år 2015.

## Publicerad i
- Nya psalmer 1921 som nr 595 under rubriken "Det Kristliga Troslivet: Troslivet hos den enskilda människan: Trons glädje och förtröstan".
- 1937 års psalmbok som nr 323 under rubriken "Trons glädje och förtröstan".
- Den svenska psalmboken 1986 som nr 553 under rubriken "Förtröstan – trygghet"
- Svensk psalmbok för den evangelisk-lutherska kyrkan i Finland (1986) som nr 259 under rubriker "Guds nåd i Kristus" med något olikt text än i Den svenska psalmboken.
- Lova Herren 1988 som nr 398 med titeln "Den grund, varpå jag vilar" under rubriken "Trons grund".